# Caio Cibella de Carvalho
Caio Luiz Cibella de Carvalho (São Paulo, 10 de julho de 1951) é um advogado e político brasileiro, tendo sido ministro do Esporte e Turismo no segundo governo Fernando Henrique Cardoso, de 8 de março de 2002 a 1 de janeiro de 2003.
Caio Cibella de Carvalho é graduado em Direito pela Universidade de São Paulo (1976), tendo concluído o seu Doutorado pela ECA-USP (2009). Ele é Professor Doutor da EAESP da Fundação Getúlio Vargas.
Antes de ser ministro, ele ocupou diversos cargos públicos, sendo que os mais importantes foram os de secretário Nacional de Turismo e Serviços do Ministério da Indústria e Comércio e do Turismo, no governo do presidente Itamar Franco e de presidente da Embratur entre 1995 a 2002.
- (2023)[3]